# Diocesi di Santa María de Los Ángeles
La diocesi di Santa María de Los Ángeles (in latino Dioecesis Sanctae Mariae Angelorum) è una sede della Chiesa cattolica in Cile suffraganea dell'arcidiocesi di Concepción. Nel 2022 contava 228.870 battezzati su 381.565 abitanti. È retta dal vescovo Cristián Castro Toovey.

## Territorio
La diocesi comprende la provincia cilena di Bío-Bío (regione del Bio-Bio), ad eccezione dei comuni di Yumbel e Cabrero, che appartengono all'arcidiocesi di Concepción.
Sede vescovile è la città di Los Ángeles, dove si trova la cattedrale di Santa Maria degli Angeli.
Il territorio si estende su 13.454 km² ed è suddiviso in 25 parrocchie.

### Parrocchie
- Los Ángeles, Cattedrale di santa Maria degli Angeli
- Los Ángeles, San Michele
- Los Ángeles, San Francesco
- Los Ángeles, Perpetuo Soccorso
- Los Ángeles, Nostra Signora di Fatima
- Los Ángeles, Il Buon Pastore
- Los Ángeles, Santa Maria Madre della Chiesa
- Los Ángeles, Sacra Famiglia
- Los Ángeles, San Giovanni Battista
- Los Ángeles, San Giuda Taddeo
- Los Ángeles, San Giacomo Apostolo
- Chacayal (Los Ángeles), Nostra Signora di Lourdes
- San Carlos de Purén (Los Ángeles), Immacolata Concezione
- Santa Bárbara, Santa Barbara
- Antuco, Immacolata Concezione
- Mulchén, Santo Stefano
- Quilleco, Nostra Signora della Mercede
- Quilaco, Nostra Signora del Rosario
- Tucapel, San Diego di Alcalá
- Santa Fé, Santa Gemita
- Nacimiento, Divino Redentore
- Laja, Cristo Re
- Negrete, Nostra Signora del Carmine
- San Rosendo, San Rosendo

## Storia
La diocesi di Los Ángeles fu eretta il 20 giugno 1959 con la bolla Ex quo gravissimum di papa Giovanni XXIII, ricavandone il territorio dall'arcidiocesi di Concepción e dalla diocesi di Temuco.
Il 29 ottobre 1962, con la lettera apostolica Ab Archangelo Dei, lo stesso papa Giovanni XXIII proclamò la Beata Maria Vergine dell'Annunciazione (Beata Maria Virgo «ab Angelo salutata») patrona principale della diocesi.
Il 21 febbraio 2009 la diocesi ha assunto il nome attuale in forza del decreto Multum conferre della Congregazione per i vescovi.

## Cronotassi dei vescovi
Si omettono i periodi di sede vacante non superiori ai 2 anni o non storicamente accertati.
- Manuel Sánchez Beguiristáin † (17 dicembre 1959 - 30 maggio 1963 nominato arcivescovo di Concepción)
- Luis Yáñez Ruiz Tagle † (21 marzo 1964 - 21 novembre 1965 deceduto)
- Alejandro Durán Moreira † (31 marzo 1966 - 2 febbraio 1970 nominato vescovo di Rancagua)
- Orozimbo Fuenzalida y Fuenzalida † (26 febbraio 1970 - 13 luglio 1987 nominato vescovo di San Bernardo)
- Adolfo Rodríguez Vidal † (6 luglio 1988 - 19 febbraio 1994 dimesso)
- Miguel Caviedes Medina (19 febbraio 1994 - 7 gennaio 2006 ritirato)
- Felipe Bacarreza Rodríguez (7 gennaio 2006 - 23 marzo 2024 ritirato)
- Cristián Castro Toovey, dal 23 marzo 2024

## Statistiche
La diocesi nel 2022 su una popolazione di 381.565 persone contava 228.870 battezzati, corrispondenti al 60,0% del totale.
| anno | popolazione | popolazione | popolazione | presbiteri | presbiteri | presbiteri | presbiteri                | diaconi | religiosi | religiosi | parrocchie |
| anno | battezzati  | totale      | %           | numero     | secolari   | regolari   | battezzati per presbitero | diaconi | uomini    | donne     | parrocchie |
| ---- | ----------- | ----------- | ----------- | ---------- | ---------- | ---------- | ------------------------- | ------- | --------- | --------- | ---------- |
| 1960 | 170.000     | 192.000     | 88,5        | 30         | 5          | 25         | 5.666                     |         | 28        | 48        | 9          |
| 1970 | 215.105     | 237.528     | 90,6        | 42         | 12         | 30         | 5.121                     |         | 34        | 53        | 11         |
| 1976 | 196.289     | 216.789     | 90,5        | 32         | 16         | 16         | 6.134                     | 4       | 18        | 56        | 15         |
| 1980 | 202.500     | 218.200     | 92,8        | 26         | 13         | 13         | 7.788                     | 7       | 16        | 69        | 17         |
| 1990 | 235.800     | 262.800     | 89,7        | 44         | 29         | 15         | 5.359                     | 8       | 19        | 67        | 25         |
| 1999 | 273.000     | 340.000     | 80,3        | 40         | 26         | 14         | 6.825                     | 20      | 15        | 80        | 23         |
| 2000 | 207.483     | 281.745     | 73,6        | 37         | 24         | 13         | 5.607                     | 19      | 16        | 82        | 23         |
| 2001 | 207.483     | 281.745     | 73,6        | 35         | 22         | 13         | 5.928                     | 19      | 16        | 82        | 23         |
| 2002 | 207.483     | 281.745     | 73,6        | 38         | 25         | 13         | 5.460                     | 24      | 15        | 66        | 24         |
| 2003 | 215.275     | 307.535     | 70,0        | 38         | 24         | 14         | 5.665                     | 27      | 15        | 66        | 24         |
| 2004 | 221.040     | 333.007     | 66,4        | 39         | 25         | 14         | 5.667                     | 27      | 15        | 59        | 24         |
| 2010 | 238.000     | 356.000     | 66,9        | 47         | 34         | 13         | 5.063                     | 22      | 15        | 71        | 24         |
| 2014 | 244.000     | 368.000     | 66,3        | 46         | 33         | 13         | 5.304                     | 25      | 13        | 52        | 24         |
| 2017 | 252.370     | 378.640     | 66,7        | 44         | 32         | 12         | 5.735                     | 28      | 13        | 54        | 25         |
| 2020 | 222.300     | 370.502     | 60,0        | 44         | 33         | 11         | 5.052                     | 32      | 15        | 48        | 25         |
| 2022 | 228.870     | 381.565     | 60,0        | 40         | 30         | 10         | 5.721                     | 40      | 15        | 56        | 25         |